# 1684 en droit
Chronologie en droit

Cet article présente les faits marquants de l'année 1684 en droit.

## Événements
- 21 janvier : interdiction par la France de créer des raffineries de sucre aux Antilles[1].

- 29 juin : convention de La Haye entre la France et les Provinces-Unies. L’Espagne accepte une trêve de vingt ans[2].

## Naissances
- 24 octobre : Claude-Gabriel Pocquet de Livonnière, jurisconsulte français (†  27 février 1762).